# Монгреле
Монгреле́ (фр. и окс. Montgreleix) — коммуна во Франции, находится в регионе Овернь. Департамент — Канталь. Входит в состав кантона Конда. Округ коммуны — Сен-Флур.
Код INSEE коммуны — 15132.
Коммуна расположена приблизительно в 400 км к югу от Парижа, в 55 км южнее Клермон-Феррана, в 60 км к северо-востоку от Орийака.

## Население
Население коммуны на 2008 год составляло 47 человек.
| 1962 | 1968 | 1975 | 1982 | 1990 | 1999 | 2008 |
| ---- | ---- | ---- | ---- | ---- | ---- | ---- |
| 128  | 116  | 113  | 91   | 57   | 67   | 47   |

## Экономика

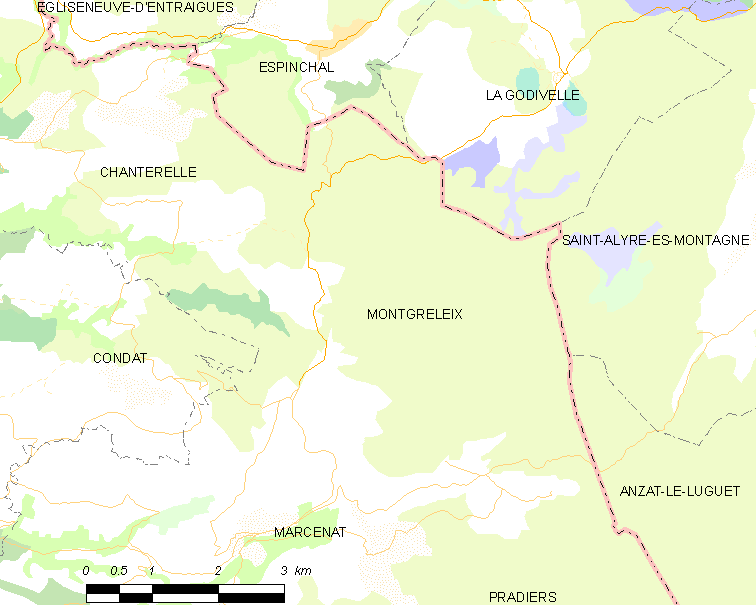
Карта коммуны

В 2007 году среди 36 человек в трудоспособном возрасте (15—64 лет) 26 были экономически активными, 10 — неактивными (показатель активности — 72,2 %, в 1999 году было 61,2 %). Из 26 активных работали 25 человек (17 мужчин и 8 женщин), безработным был 1 мужчина. Среди 10 неактивных 1 человек был учеником или студентом, 6 — пенсионерами, 3 были неактивными по другим причинам.